# Преображенский, Владимир Васильевич
Владимир Васильевич Преображенский (1846—1905) — русский математик.

## Биография
Среднее образование получил в Симбирской гимназии (1859—1864). Затем, начав учиться в Санкт-Петербургском университете (1864—1866), учился и окончил Московский университет — математическое отделение физико-математического факультета (1866—1868). По окончании курса был оставлен при университете для приготовления к профессорскому званию и после сдачи магистерского экзамена был командирован за границу. В 1874 году защитил в Московском университете магистерскую диссертацию «Об интегрировании уравнений с частными производными высших порядков», а в 1879 году в Новороссийском университете — докторскую «О логарифмическом потенциале».
Начал преподавать в Московском техническом училище, на Лубянских женских курсах и в 6-й московской гимназии; был доцентом (1876—1882) и потом профессором (1889—1905) Новороссийского университета, профессором Казанского университета (1884—1887) и приват-доцентом[уточнить] Санкт-Петербургского университета (1888—1889). Был членом Санкт-Петербургского математического общества.
Похоронен в Санкт-Петербурге на Митрофаниевском кладбище.[уточнить]

## Публикации
- «Частный случай движения жидкой площади» («Математический сборник», т. IV, 1868)
- «Об устойчивости равновесия твердого тела под действием центральной силы» («Труды II съезда естествоиспытателей»)
- «Об интегрировании уравнений с частными производными высших порядков» («Математический Сборник», т. VII, 1874)
- «О логарифмическом потенциале» («Записки Императорского Новороссийского университета», т. XXVIII; отд. изд. — Одесса: тип. Г. Ульриха, 1879. — 75 с.)
- «Об интегрировании Лапласова уравнения с помощью кватернионов» («Труды VI съезда естествоиспытателей»)
- Дифференциальное исчисление: Лекции… — Одесса: тип. П. Францова, 1882. — 88 с.
- О начале наименьшего действия: (По поводу ст. проф. Е. Ф. Сабинина). — СПб.: тип. В. Демакова, 1888
- Элементарный вывод формулы маятника // «Журнал Физико-Химического Общества», 1884
- Дифференциальный воздушный калориметр // «Журнал Физико-Химического Общества», 1884
- Геометрическая теория преломления света: (Опыт элементарного изложения без помощи тригонометрии). — М.: тип. А.А. Карцева, 1884. — 48 с. : черт.
- Сложение произведений без помощи умножения // «Протоколы математической Секции Казанского общества естествоиспытателей», 1886
- Применение начала живых сил к движению машин. — СПб.: тип. В. Демакова, [1889]. — 24 с. : черт.
- Разностное исчисление: Лекции, чит. в Новорос. ун-те орд. проф. В. Преображенским в 1890/91 ак. г. — Одесса: типо-лит. «Одес. вестн.», 1891. — 123 с. : черт.
- Интегральное исчисление: Курс лекций, чит. в Новорос. ун-те в 1891-92 уч. г. проф. В. В. Преображенским. Ч. 1-2. — Одесса: типо-лит. В. Кирхнера, 1891—1892.